# Les Ailes pourpres : Le Mystère des flamants
Pour plus de détails, voir Fiche technique et Distribution.
Les Ailes pourpres : Le Mystère des flamants (The Crimson Wing: Mystery of the Flamingos) est un film documentaire sur la nature franco-américano-britannique réalisé par Matthew Aeberhard et Leander Ward en 2008.

## Synopsis
Le film suit la naissance, la vie et la mort de bandes de flamants vivant sur le lac Natron, au nord de la Tanzanie.

## Fiche technique
- Titre original : The Crimson Wing: Mystery of the Flamingos
- Titre français : Les Ailes pourpres : Le Mystère des flamants
- Réalisation : Matthew Aeberhard, Leander Ward
- Scénario : Melanie Finn
- Musique : The Cinematic Orchestra
- Producteur : Paul Webster, Matthew Aeberhard, Leander Ward
- Production : Disneynature
- Durée : 78 minutes
- Sortie : 2008
- Date de sortie : 
  - France : 17 décembre 2008[1]
- Pays : États-Unis, Grande-Bretagne, France

## Avant-première
L'avant-première mondiale du film a eu lieu le 26 octobre 2008 lors de la cérémonie de clôture du Festival CinémaScience à Bordeaux.